# Dobozos tanterv
A dobozos tanterv az ETN tanulmányi rendszer oktatási struktúrája, az ezt használó intézmények alkalmazták először tantervük felépítésére.
A magyar felsőoktatásban a jogszabályok viszonylag nagy súlyt fektetnek a képzési és kimeneti követelmények tartalmi részére, ugyanakkor a képzési program szerkezetének kialakítása és megvalósítása az intézmények és/vagy a tanulmányi rendszerek feladata marad. Mit jelent a tantárgy? Mit tartalmaz a modul? Mi a kurzus? Hogyan jelenik meg a kurzusok közötti választhatóság? Ezek olyan alapvető strukturális kérdések, amelyek a gyakorlatban egyáltalán nem mellékesek, sőt alapjaiban határozzák meg a képzési program szerkezetét és arculatát (curriculum design).

## A dobozostanterventitásai
A dobozos struktúra három, egymásra épülő hierarchikus entitásból áll:
1. kurzus
2. tantárgy
3. doboz

### Kurzus
A kurzus az oktatási folyamat elemi, kézzelfogható egysége, amelyhez időpont, hely, oktató és hallgató (maximális létszám) tartozik. A kurzus az a keret, amelyben a hallgatók meghatározott rend (előadás, gyakorlat, házi feladat stb.) szerint gyarapítják tudásukat, és arról számot is adnak. A szó a latin cursus-ból ered, amelynek eredeti jelentése: futás, futam, folyam. A tanulmányok tervezett sorozatáról van szó, a fogalmat az oktatásban a XVI. században kezdték el használni először. Vannak olyan oktatási struktúrák, ahol a kurzus alatt több hónapon át tartó tanfolyamot értenek (pl. idegennyelvi kurzus, számítógép-kezelői kurzus), de a felsőoktatásban a képzés meghatározott képzési időszakokra, jellemzően félévekre tagolódik, így a kurzus alatt egy féléves terjedelmű tanulási folyamatot értünk. Ahol nem féléves (szemeszteres) rendszerben történik a képzés, ott a kurzus időtartama is ennek megfelelően más, pl. egy trimeszter terjedelmű.
Adminisztrációs szempontból a kurzust nem bontjuk kisebb részekre, hanem annak felépítését a kurzusleírás megfelelő részére (pl. tematika) bízzuk, ahol lehetőség van akár a heti előadáscímek és tartalmak megjelenítésére, vagy erről eltérően egy összegző leírásra (különösen, ha nem tartozik a kurzushoz kontaktóra). Ha egy hallgató nem tudja teljesíteni a kurzushoz tartozó követelményeket elégséges szinten, akkor újra fel kell vennie a kurzust (újrakezdi azt a futamot).
Ezt a fogalmat nem ismerik a magyar felsőoktatási jogszabályok, de szinte minden felsőoktatási intézmény hagyományosan használja.
A kurzust a kurzusleírás szerint az alábbi tulajdonságok jellemzik:
id integer primary key,
egyedi azonosító
kod character varying(30),
kód, amely betűből, számból és kötőjelből áll
nev character varying(500),
név
alcim_hun character varying(500),
alcím
kredit integer,
kreditérték (1 ECTS kredit = 30 hallgatói munkaóra)
felev integer,
melyik félévben fut, az alábbi értékek alapján:
1 = 1970/71. tanév őszi félév
2 = 1970/71. tanév tavaszi félév
...
79 = 2009/10. tanév őszi félév
gyakorisag integer,
milyen gyakran kerül meghirdetésre, értékkészlete:
0=időszakos meghirdetés
1=minden tanév minden félév
2=minden tanév őszi félév
3=minden tanév tavaszi félév
4=páros kezdetű tanév mindkét félév
5=páros kezdetű tanév őszi félév
6=páros kezdetű tanév tavaszi félév
7=páratlan kezdetű tanév mindkét félév
8=páratlan kezdetű tanév őszi félév
9=páratlan kezdetű tanév tavaszi félév
hetiora integer,
heti kontaktórák száma
osszora integer,
összes kontaktóra száma
maxletszam integer,
hallgatók maximális létszáma
targyfelelos integer,
tárgyfelelős oktató azonosítója
szervegyseg integer,
szervezeti egység (tanszék) azonosítója
oktatok integer array,
az oktatók azonosítója, a normalizálás miatt érdemes külön táblázatban kezelni
cel character varying(2000),
cél megfogalmazása
tematika character varying(10000),
tematika, program, előadások, tételek leírása
segedanyag character varying(10000),
oktatási segédanyagok leírása
irodalom character varying(10000),
oktatáshoz szükséges irodalomjegyzék leírása
jelleg character(1),
az oktatás jellegének megadása az alábbi értékkészletből:
E=előadás
G=gyakorlat
S=szeminárium
L=laborgyakorlat
nyelv character varying(3) character varying,
az oktatás nyelvének megadása ISO3 kóddal, pl. hun=magyar
szamonkeres character varying(5000),
számonkérés részletes leírása (zh-k, házi feladatok, beadandó dolgozatok, stb.)
szkeresmod character(2),
számonkérés és értékelés módja az alábbi értékkészletből:
K5=vizsga (ötfokozatú)
G5=gyakorlati jegy (ötfokozatú)
B3=beszámoló (háromfokozatú)
A2=aláírás
S5=szigorlat (ötfokozatú)
orarend orarend_tipus,
órarendi adatok, legtöbbször külön táblázatban, speciális tárolással
megjegyzes character varying(5000),
megjegyzés
A kurzus fenti adatait érdemes kibővíteni az angol nyelvű információt hordozó mezőkkel is, ahol szükséges, elsősorban az angol nyelvű oklevélmelléklet kiadása miatt. A fenti rekordképet nem határozza meg semmilyen szabvány, ezek átírhatók és bővíthetők. A cél az, hogy a jogszabályban meghatározott elektronikus intézményi tájékoztatónak és az intézményi igényeknek meg tudjon felelni.

### Tantárgy
A tantárgy a képzési struktúrának a kurzustól eggyel magasabb szintű komponense. Olyan tantervi egység, amely tartalmát tekintve egyedi: ha a hallgató egy tantárgyat teljesített, akkor azt többször nem kell és nem lehet teljesítenie, sikeres teljesítés esetén a tantárgyhoz tartozó kreditértéket elnyeri és gyűjti.
Amíg a kurzus elsősorban az oktatási folyamat hogyanját (mikor kerül sor az oktatásra, ki(k) oktat(nak), hányan vehetik fel a kurzust stb.) ragadja meg, addig a tantárgy az oktatás tárgyára fókuszál, és azt határozza meg, hogy a tantárgy alatt mit oktatnak az intézményben.
A tantárgy – kurzus kapcsolat 1–N, egy tantárgyhoz több kurzus is tartozhat. A tantárgy leírása lényegében nagyon hasonló a kurzus leírásához (hiszen a kurzusleírás is megjeleníti a kurzus tartalmát). Vannak olyan mezők, amelyek
1. a tantárgyban és a hozzá tartozó kurzus(ok)ban egyaránt szerepelnek és tartalmukban kötelezően megegyeznek, ezt a kapcsolatot jelöljük: „T=K”-val;
2. a tantárgyban és a hozzá tartozó kurzus(ok)ban egyaránt szerepelnek, de tartalmukban eltérhetnek, ezt a kapcsolatot jelöljük: „T?K”-val;
3. a tantárgyban és a hozzá tartozó kurzus(ok)ban egyaránt szerepelnek, de tartalmukban kötelező eltérniük, ezt a kapcsolatot jelöljük: „T#K”-val;
4. a kurzusban szerepel, de a tantárgyban nem szerepel (nem releváns), ezt a kapcsolatot jelöljük: „0-K”-val;

A hierarchikus szerkezetnek és a fenti kapcsolat típusoknak megfelelően kialakítható egy olyan táblázat, amelyben lényegében a kurzusokat és a tantárgyakat együtt tároljuk. A félév elején a tantárgyak meghirdetése azt jelenti, hogy a tantárgyakban szereplő kurzusra vonatkozó információkat egy új rekordba másoljuk, egyszerűen a kurzus (ahol lehet) megörökli a tantárgy adatait. A meghirdetett tantárgy tehát ugyanaz mint a kurzus, a meghirdetéskor kerül pl. félév és órarendi adat a kurzusleírásba.
A tantárgy-kurzus mezők viszonyát az alábbi táblázat foglalja össze.
A táblázatban kitérünk arra is, hogy milyen alapvető jogosultság szükséges a mező megadásához/megváltoztatásához. Itt három fokozatos jogosultságot különböztetünk meg: a képzési felelős (aki a teljes képzési programot adminisztrálja), a tárgyfelelős (aki egy tantárgyért felel), a kurzus oktató (aki a kurzusért felel). Természetesen lehetőség van ezeknek a jogosultságoknak az árnyalására vagy szigorítására, itt a működőképesség szempontjából tüntetjük a hatásköröket.
| mezőnév      | kapcsolat | megjegyzés |
| ------------ | --------- | --- |
| id           | T#K       | Azonos táblázatban a kurzusoknak és tantárgyaknak egyedi azonosítója van. Jogosultság: automata (folytonos számozás). |
| kod          | T=K       | A kód a tantárgyhoz tartozó egyedi információ, minden tantárgynak egyedi kódja van, de minden azonos tantárgyhoz tartozó kurzusnak azonos a kódja, ez kapcsolja össze egyértelműen az egy tantárgyhoz tartozó kurzusokat. Jogosultság: képzési felelős. (Hatással van a teljes tantervre, minden tantárgy egyedi azonosítója.)                                       |
| nev          | T=K       | A név a tantárgyhoz tartozó információ, minden azonos tantárgyhoz tartozó kurzusnak azonos a neve is. Jogosultság: tantárgyfelelős. |
| alcim        | T?K       | Az alcímben különbözhetnek az egy tantárgyhoz tartozó kurzusok, elsősorban az átláthatóság és differenciálás érdekében. Jogosultság: kurzus oktatója. |
| felev        | 0-K       | A félév a tantárgy meghirdetésekor játszik szerepet, a tantárgyban mint tantervi egységben ez az adat nem jelenik meg. Jogosultság: képzési felelős. (Tantárgy meghirdetésekor.) |
| gyakorisag   | T=K       | A meghirdetés gyakorisága utal arra, hogy egy tantárgyat milyen képzési időszakokban hirdetik meg, azaz mikor lesz belőle kurzus. Jogosultság: képzési felelős. (Hatással van a teljes tantervre.) |
| hetiora      | T=K       | A heti és összes kontaktóra a tantervi struktúrában nem játszik konkrét szerepet, a tantárgy jellemzője, minden azonos tantárgyhoz tartozó kurzust ugyanolyan óraszámban tanítanak. Jogosultság: tantárgyfelelős. Bizonyos követelmények (KKK, MAB) fontos szerepet tulajdonítanak ennek az adatnak, ezért a változtatási jogosultság a képzési felelőshöz kerülhet. |
| osszora      | T=K       | Ua. |
| maxletszam   | T?K       | Kurzusonként változhat, pl. terem kapacitás miatt. Jogosultság: kurzus oktatója. |
| targyfelelos | T=K       | A tantárgy jellemzője, minden azonos tantárgyhoz tartozó kurzusnak ugyanaz a tárgyfelelőse. Jogosultság: képzési felelős. (Tárgyfelelős nem adhatja át saját jogkörében a tárgyfelelősséget.) |
| szervegyseg  | T=K       | Ez lényegében az a szervezeti egység (tanszék), amelyhez a tárgyfelelős tartozik. Jogosultság: képzési felelős. |
| oktatok      | T?K       | Minden kurzusnak lehet más az oktatója. Jogosultság: tárgyfelelős. |
| cel          | T=K       | Azonos tantárgyhoz tartozó kurzusoknak értelemszerűen azonos a célja, amely megegyezik a tantárgy céljával. Jogosultság: tárgyfelelős. |
| tematika     | T?K       | A tematika megadásában, a program leírásában esetleg eltérhetnek a különböző kurzusok, de a kapcsolatot itt lehet szigorítani T=K-ra. Jogosultság: kurzus oktatója. (T=K esetén tárgyfelelős.) |
| segedanyag   | T?K       | Ua. |
| irodalom     | T?K       | Ua. |
| jelleg       | T?K       | Egy tantárgyhoz tartozhat pl. egy előadás jellegű kurzus és több gyakorlat jellegű kurzus. Jogosultság: kurzus oktatója. |
| nyelv        | T?K       | Egy tantárgyhoz tartozhat pl. egy magyar nyelvű kurzus és egy angol nyelvű kurzus. Jogosultság: kurzus oktatója. |
| szamonkeres  | T?K       | Kurzusonként lehet más a számonkérés (pl. zh-k, házi feladatok ütemezésében). Jogosultság: kurzus oktatója. |
| szkeresmod   | T?K       | Ua. |
| orarend      | 0-K       | Az órarend a tantárgy meghirdetésekor játszik szerepet, a tantárgyban mint tantervi egységben ez az adat nem jelenik meg. Jogosultság: képzési felelős. (Tantárgy meghirdetésekor.) |
| megjegyzes   | T?K       | Kurzusonként lehet más megjegyzés. Jogosultság: kurzus oktatója. |

Három fontos paraméter hiányzik még a tantárgy leírásához, amelyekről a jogszabály rendelkezik. Az egyik az előtanulmányi kötelezettség, a másik pedig a tantárgy besorolása választhatóság szempontjából (kötelező, kötelezően választható tantárgy), a harmadik pedig a tantárgy félévi ajánlása (a képzés hányadik félévében ajánlott felvenni a tantárgyat).
Mindhárom paraméter megjelenítése fontos szerkezeti következményeket von maga után attól függően, hogy ezeket melyik szinten implementáljuk a tantárgy vagy a tanterv szintjén.
1. Ha az előtanulmányi kötelezettség a tantárgy tulajdonsága, akkor nincs lehetőség a tantárgynál nagyobb tantervi elemek megjelenítésére és szabályozására.
2. Ha a választhatóság a tantárgy tulajdonsága, akkor egy tantárgy csak egy tantervben és csak egyféle módon szerepelhet, és nincs lehetőség arra, hogy a tantárgyat több tantervben, akár többféle kötöttséggel jelenítsük meg. (Ha ez a tantárgy tulajdonsága, akkor ezt a jellemző egy jelöléssel a kódba is beleégethető, pl. minden választható tantárgy kódja „V”-vel kezdődik.)
3. Ha a félévi ajánlás a tantárgy tulajdonsága, akkor egy tantárgyat mindig ugyanabban a félévben ajánlott felvenni, és nincs lehetőség arra, hogy a tantárgyat több tantervben, akár többféle félévi ajánlással jelenítsük meg. (Ha ez a tantárgy tulajdonsága, akkor ezt a jellemzőt egy jelöléssel a kódba is beleégethetik, pl. a tantárgy kódjának utolsó számjegye jelzi az ajánlott félév számát..)

Az előtanulmányi kötelezettség inkább tantárgyi tulajdonság, hiszen itt a tanulmányok tartalmának (tárgyának) felvételéhez egy másik tanulmányi tartalmat kell megadni. Ezt egy megfelelően részletes és kifinomult módszerrel meg lehet valósítani, ezért az előtanulmányi kötelezettséget itt a tantárgyi jellemzőkhöz soroljuk.
A választhatósággal kapcsolatban viszont azt gondolom, hogy egy tantárgy kötelező vagy kötelezően választható léte nem a tantárgy entitásához tartozik, hanem a tantervben betöltött szerepéhez. Ezt erősíti a kötelezően választhatóság meghatározása is, miszerint egy tantárgy soha nem önmagától kötelezően választható, hanem egy meghatározott kör egy tagja, amelyből választhatnak a hallgatók. Ha a választhatóság a tanterv alapján meghatározott tulajdonság, akkor lehetőségünk van arra, hogy egy tantárgyat az egyik tantervben kötelezőként, míg a másik tantervben választható tantárgyként jelenítsük meg. Ez sokszor gyakori igényként merül fel pl. előtanulmányi kötelezettség nélküli bevezető tantárgyak esetében, vagy hasonló képzések közös tantárgyai esetében. A tantárgy kötöttsége értelmezésünk szerint a tantervi jellemzőkhöz sorolandó.
A félévi ajánlás egyértelműen a tantervhez tartozó jellemző, ezért a választhatósághoz hasonlóan a tantárgy tantervi besorolásához köthető.

#### Előtanulmányi kötelezettség
Az előtanulmányi kötelezettség leírása összetett feladat. Az előtanulmányi kötelezettség azt határozza meg, hogy az „egyes tantárgyak felvételéhez milyen más tantárgyak előzetes teljesítése szükséges”. Ez olyan jellemző, amely azonos tantárgyhoz tartozó kurzusoknál ugyanaz, hiszen az előtanulmányi kötelezettség kifejezetten a tantárgyi tartalmakra vonatkozik. Például lehet-e Matematika 1. ismeretei nélkül Matematika 2. tantárgyat tanulni? Az előtanulmányi kötelezettség tehát a tantárgy-kurzus viszonylatában T=K mezőként szerepelhet, amelynek beállítási jogosultsága a képzési felelőshöz tartozik, hiszen módosítása az egész tantervre hatással lehet.
Az előtanulmányi kötelezettség beállítását külön táblázatban készíthetjük el, ahol egy tantárgy előtanulmányi kötelezettségének megadása egy formulával történik. A táblázatnak két mezőből áll:
kod character varying(30)
annak a tantárgynak a kódja, amelyre az előfeltétel vonatkozik
elofeltetel character varying(500)
az előfeltétel formula
A formula (előfeltétel) tantárgykódokból és operátorokból áll. Akkor veheti fel a hallgató a tárgyat, ha ez a formula teljesül. A feltétel legegyszerűbb megadása egy tantárgykóddal történik, amely azt jelenti, hogy a tantárgyat akkor veheti fel a hallgató, ha a kóddal jelzett tantárgyat már teljesítette (erős előfeltétel).
A formulában az alábbi operátorok használhatók:
*kód
A * operátor azt jelenti, hogy a kód tantárgy gyenge előfeltétel. A feltétel akkor teljesül, ha a kód tantárgyat a hallgató már teljesítette, vagy az adott félévben felvette. (Leggyakrabban szigorlatok előfeltételének megadásakor használható.)
!kifejezés
A ! operátor negációt jelent, azaz a !kifejezés akkor teljesül, ha a kifejezés nem teljesül, és akkor nem teljesül, ha a kifejezés teljesül.
kifejezés1 és kifejezés2
Az és operátor konjunkciót jelent, akkor teljesül, ha kifejezés1 és kifejezés2 is egyaránt teljesül.
kifejezés1 vagy kifejezés2
A vagy operátor diszjunkciót jelent, akkor teljesül, ha kifejezés1 és kifejezés2 közül teljesül az egyik.
A műveletek kiértékelése a fenti sorrendben történik (precedencia). Zárójelek ( ) használhatók, amelyek prioritást adnak a zárójelbe tett kifejezésnek. Lényegében egy Boole-algebrát alkalmazunk az előtanulmányi kötelezettség leírására, amely kielégíti a tantárgy felvételének szabályozását. Néhány (mesterséges) példa:
- (A010 vagy A011) és *A020 A tárgyat akkor lehet felvenni, ha A010 vagy A011 közül már a hallgató az egyiket teljesítette, és az A020-at teljesítette vagy ebben a félévben felvette.
- A011 és !A014 vagy A012 és A013 A tárgyat két esetben lehet felvenni: a) ha A011 tantárgyat teljesítette, de ugyanakkor A014 tantárgyat nem teljesítette, vagy b) A012 és A013 tantárgyakat teljesítette.

### Doboz
A kurzus és tantárgy fogalmait több-kevesebb eltéréssel a magyar felsőoktatási gyakorlatban a fenti leíráshoz hasonló módon alkalmazzák, van ahol a leírásban más mezőket alkalmaznak, és van ahol a jogosultságok kiosztása tér el. A hallgató a tanulmányai során kurzusokat vesz fel, amelyek egy tantárgyhoz tartoznak. Ha teljesíti a kurzus követelményeit, akkor teljesíti a kurzushoz tartozó tantárgyat és megszerzi a tantárgyhoz tartozó kreditértéket. A tanterv határozza meg azt, hogy egy képzés során mely tantárgyak (és kreditek) azok, amelyek teljesítéskor beszámítanak a hallgató képesítésének megszerzéséhez szükséges tanulmányi előmenetelbe. A tantervek szerkezetének leírása viszont intézményenként és tanulmányi rendszerenként nagyon sokszínű, van ahol átlátható, van ahol nehezebben követhető. A legegyszerűbb módszer talán az lenne, ha a hallgatók számára különböző lehetséges tantárgyi listákat sorolnának fel az intézmények, amelyek mindegyike egy-egy képesítés megszerzésére alkalmasak (egy képzés megszerzéséhez több lista is vezethet). A választhatóság és a kínálat nagyságát tekintve viszont ez a felsorolás rendkívül hosszú és valószínűleg követhetetlen lenne. Itt egy olyan tantervi technikai leírást mutatunk be, amelynek a kulcsfogalma a doboz.
A képzési program tantervének legnagyobb szerkezeti elemét doboznak hívjuk, amelyek a tantárgyak különleges csoportosítását oldja meg. A dobozok olyan „építőtéglák”, amelyek a tantervekben adott kreditszámú helyeket töltenek ki, jellegüket tekintve tantárgyakból vagy más dobozokból állhatnak.
Egy hallgató az abszolutóriumot lényegében akkor szerezheti meg, ha egy képzéshez tartozó „nagy” dobozt teljesít, amelynek kreditértéke a szak képzési és kimeneti követelményeinek megfelelően 180, 240, 300 stb.
A doboz nem feltétlenül ugyanaz mint a képzési és kimeneti követelményekben szereplő „modul”, mert itt a modul kifejezés egy bizonyos kreditértékű (legtöbbször intervallummal megadott) ismeretkör lefedését jelenti. A doboz a mintatantervben használható technikai kifejezés, amelynek célja, hogy az intézmény tantervi igényeit egy átlátható struktúrába szervezze.
Ötféle doboz használható a tantervekben:
1. Egyszerű kötelező doboz (EK): olyan doboz, amely tantárgyakból áll, és minden tantárgy kötelező teljesítése jelenti az egyszerű kötelező doboz teljesítését. Ekkor a dobozban lényegében kötelező tantárgyak találhatók. A doboz kreditszáma pontosan akkora, mint a benne lévő tantárgyak kreditszámának összege.
2. Egyszerű választható doboz (EV): olyan doboz, amely tantárgyakból áll, és a dobozban felsorolt listából meghatározott kreditszámú tantárgy teljesítése jelenti az egyszerű választható doboz teljesítését. Ekkor a dobozban lényegében kötelezően választható tantárgyak találhatók. A dobozban lévő tantárgyak kreditszámának összege legalább akkora, mint a doboz kreditszáma.
3. Összetett kötelező doboz (ÖK): olyan doboz, amely további dobozokból áll, és ezeknek a dobozoknak (mindegyiknek) a teljesítése jelenti az összetett kötelező doboz teljesítését. A doboz kreditszáma pontosan akkora, mint a benne lévő dobozok kreditszámának összege.
4. Összetett választható doboz (ÖV): olyan doboz, amely további dobozokból áll, és ezek közül valamelyik dobozok teljesítése jelenti az összetett választható doboz teljesítését. A doboz kreditszáma és a benne lévő dobozok kreditszáma megegyezik.
5. Szabadon választható doboz (SV): olyan doboz, amelynek csak kreditértéke van, és olyan tantárgyakkal töltheti fel a hallgató, amely nem illeszkedik egyetlen más egyszerű dobozba sem (szabadon választható "kosár").

Az egyszerű dobozokon belül lehet meghatározni az adott tantárgy félévi ajánlását. Azaz egy tantárgy ajánlása dobozokon, és így tantervenként változhat.
A dobozok legnagyobb előnye a rekurzió, az összetett dobozok egymásba ágyazhatósága valószínűleg minden tantervi igényt ki tud elégíteni. A dobozok tárolása az alábbi módon történik:
doboz_id integer,
doboz egyedi azonosítója
kredit integer,
a doboz kreditszáma
nev character varying(200),
doboz neve
tipus character varying(2)
a doboz típusa az alábbi értékkészletből:
EK=egyszerű kötelező doboz
EV=egyszerű választható doboz
ÖK=összetett kötelező doboz
ÖV=összetett választható doboz
SV=szabadon választható doboz
A dobozok tartalmát külön táblázatban tárolja a rendszer:
doboz_id integer,
a doboz azonosítója
tartalom integer,
a doboz tartalma, tantárgy esetén a tantárgy azonosítója, doboz esetén a doboz azonosítója
tantargy_ajanlas character varying(5),
egyszerű doboz esetén a dobozban lévő tantárgy ajánlott féléve
Ez annak a félévnek a száma, amelyben a tantárgy ajánlásra kerül. Az ajánlást x/y formában is meg lehet adni, ha a tantárgy meghirdetési gyakorisága ritkább mint egy év. Az x azt az ajánlást jelenti, amikor a tanulmányok páros tanévben kezdődnek (pl. 2000/2001. tanévben), az y pedig azt, amikor páratlan tanévben (pl. 2001/2002. tanévben).
doboz_sorrend integer,
összetett doboz esetén egy pozíció, amely megadja, hogy vizuális megjelenítésben hányadik helyen jelenjen meg a részdoboz
Egy képzési programhoz egy (nagy) doboz tartozik, amely rendszerint összetett doboz, kreditértéke pedig megegyezik a képzésben teljesítendő összes kreditszámmal.
A tanulmányi összesítő kiértékeli azt, hogy a hallgató mely dobozokat teljesítette, és melyeket nem. Ha a képzési programhoz tartozó nagy dobozt teljesítette, akkor megszerezte a képesítéshez szükséges megfelelő krediteket. A kiértékelés sorrendje egy meghatározott rend szerint történik, így lehetővé válik még összetettebb választhatósági igények kielégítésére is.
A kiértékelés a jobbról balra (ÖK dobozok esetén), és a fentről lefelé szabállyal történik meg (EK, EV ÖK, SV dobozok esetén), rekurzív módon. A legnagyobb doboz tartalmánál kezdjük és lépésenként (jobbról balra, fentről lefelé) dolgozzuk fel az elemeit. Ha egy elem szintén doboz, akkor előbb azt dolgozzuk fel. Az EV dobozok követelmény feletti kreditjeit összeszámoljuk és a megfelelő SV dobozba helyezzük, az elszámolatlan tantárgyak kreditjeivel együtt. Egy tantárgyat csak egyszer számolhatunk el.

## A struktúra alkalmazása

### Kurzusok és tantárgyak közötti választhatóság
A tanterv összeállításánál a választhatóság két szinten valósulhat meg: a kurzus vagy a tantárgy szintjén.
1. A kurzus szintjén megvalósuló választhatóság azt jelenti, hogy az alternatív kurzusok ugyanahhoz a tantárgyhoz tartoznak, azonos tantárgykódjuk van. Ez azt jelenti, hogy egy tantárgy mögött többszörös kurzuskínálat van, de az egymással alternatív kurzusok közül csak egyet teljesíthet a hallgató (a tantárgykód miatt).
2. A tantárgy szintjén megvalósuló választhatóság azt jelenti, hogy az alternatív tantárgyak ugyanabba az egyszerű választható dobozba tartoznak, a tantárgykódjuk különböző. Ez azt jelenti, hogy a választhatóság a doboz miatt a tantervi struktúrában is megjelenik, és az egymással alternatív kurzusok többet is teljesíthet a hallgató.

A kurzus és a tantárgy szintjén megvalósuló választhatóságról a tanterv összeállítóinak kell dönteni. A döntés gyakran nem könnyű, az alábbi eseten keresztül mutatom be a két lehetőséget.
A magyar irodalom XX. század első felének nyugatos költőit/íróit tárgyaló részét úgy kívánják oktatni a képzésben, hogy minden félévben mindig más és más költőt/írót mutatnak be. Külön kurzust indítanak Ady Endre, Babits Mihály, Tóth Árpád stb. költészetének, egy féléven át kimerítően tárgyalnak egy költőt/írót, és ezen keresztül ismerik meg a hallgatók a kor szellemét és költészetét. A tantervben erre a tananyagra csak 3 kreditnyi munkaóra áll rendelkezésre.
1. A kurzus szintjén megjelenő választhatóság alapján egy MA0100 Nyugatos költők/írók 3 kredites tantárgyat hoznak létre, és minden félévben a tantárgy meghirdetésekor a kurzus alcímében jelölik, hogy ez éppen kiről szól. Ebben az esetben a hallgató a tanulmányai során egy ilyen kurzust vehet fel és teljesíthet, mert minden kurzus ugyanahhoz a tantárgyhoz (tantárgykódhoz) tartozik.
2. A tantárgy szintjén megjelenő választhatóság alapján egy Nyugatos költők/írók 3 kredites egyszerű választható dobozt (EV) hoznak létre, amelyben külön tantárgyként jelennének meg az egyes költők/írók: MA0101 Ady Endre költészete (3 kredit), MA0102 Babits Mihály költészete (3 kredit) stb. Ebben az esetben a hallgatónak a tanulmányai során teljesítenie kell a dobozt, azaz itt a dobozban lévő egyik tantárgyat kell teljesítenie. Ugyanakkor meg van a lehetősége arra, hogy a tanulmányai során későbbi félévben más nyugatos költőt is megismerjen az oktatás keretében, hiszen a tantárgy kódja megengedi, hogy a többi dobozban lévő tantárgyat is felvegye, és pl. szabadon választható keretben elszámolja.

A 2. eset adminisztratív szempontból több feladatot ad, de a hallgató lehetőségeit jelentősen bővíti, így valószínűleg itt érdemes a tantárgy szintű választhatóságot választani.
A kurzus szintjén történő választhatóságra jó példa a szakdolgozat megírásához rendelt tantárgyak esete. Az SZ01 Szakdolgozat tantárgyhoz több kurzus rendelhető, attól függően, hogy melyik oktatónál veszi fel a kurzust a hallgató. Ebben az esetben világos, hogy egyet kell választani a hallgatónak, és nincs is szüksége arra, hogy ennek a kurzusnak az alternatíváit is teljesítse.

### Ötletek atantervösszeállításához

#### Tartalmi tagolás összetett kötelező dobozzal
A dobozos struktúra alkalmas tartalmi tagolásra is. Egy egyszerű kötelező dobozban lévő tantárgycsoportot kisebb csoportokra lehet tagolni úgy, hogy a kisebb csoportok új egyszerű kötelező dobozokat alkotnak, amelyeket egy összetett kötelező dobozban fogunk össze.
Az ábrán a Szakmai tantárgyak [EK] 18 kredites doboz a teljesítés szempontjából ekvivalens a Szakmai tantárgyak [ÖK] 18 kredites dobozzal, ugyanakkor az összetett doboz tartalmi szempontból tagoltabb és átláthatóbb. Az ilyen típusú tagolás lehetőséget ad arra, hogy a tantervben megjelenítsük azokat a modulban lévő tantárgycsoportokat, amelyek a képzési és kimeneti követelményekben (KKK) tartalmi tagolásra vonatkoznak.

#### Hordozhatóság: egy tantárgy több dobozban és egy doboz többtantervben
Egy tantárgyat több dobozban (EK, EV) is felhasználhatunk, hiszen a tantárgy bedobozolásakor határozzuk meg az ajánlott félévet, és maga a doboz tulajdonsága határozza meg a tantárgy kötelező/választható jellegét. Ezzel lehetőségünk van arra, hogy pl. egy tantárgyat EK dobozban kötelezőként a 2. félévbeli ajánlással, míg egy másik EV dobozban a 4. félévben választható tantárgyként ajánljunk. Természetesen ilyenkor a meghirdetés gyakoriságát figyelembe kell venni (a csak tavasszal meghirdetett tantárgyat nem lehet őszre ajánlani). A tantárgyaknak ez a hordozhatósága jól tükrözi azt az oktatásban gyakran előforduló esetet, hogy egy tantárgy több szakon is meghirdetésre kerül, de nem feltétlenül ugyanabban a félévben ajánlott (pl. a Filozófiatörténet több alapszakos bölcsész tantervben is szerepelhet).
Ha nincs ok arra, hogy ez a közös tantárgy A szakosok számára más leírást tartalmazzon mint B szakosok számára, akkor érdemes ugyanazzal a kóddal (és tantárgyleírással) szerepeltetni a különböző dobozokban a tantárgyat, ezzel a tárgyfelelős/oktató számára egy tantárgy jelenik meg, és csak egy tantárgy kezelése hárul rájuk.
A dobozos struktúra előnye, hogy ez a hordozhatóság nem csak a tantárgy tekintetében, hanem a dobozokra is igaz. Egy elkészített dobozt különböző tantervekben felhasználhatunk, hiszen a doboz a tanterv egy meghatározott számú kreditet lefedő egysége. Egy elkészített Alapvető matematika [ÖK] dobozt könnyen be lehet illeszteni minden természettudományos képzésbe.

#### Összetett ismétlő választhatóság: a kiértékelő szabály kihasználása
A tanulmányi összesítőben a dobozok/tantárgyak kiértékelése jobbról balra, felülről lefelé történik, és egy tantárgyat csak egyszer vesz figyelembe a rendszer (kétszer nem gyűjthet érte kreditet). Ennek a szabálynak a kihasználásával összetett, ismétlésre vonatkozó választhatósági igényeket is teljesíteni lehet. Pl létezik négy darab egyenként 15 kredites tantárgycsoport, amelyből az egyiket teljesítenie kell a hallgatónak, és ezen kívül még az itt fennmaradó tantárgyakból (45 kredit) 10 kreditet.
Elkészítünk egy 15 kredites ÖV dobozt, amelyben mind a négy 15 kredites dobozt elhelyezzük, majd ez után elhelyezve egy újabb 60 kredites EV dobozt, az összes tantárgy felsorolásával.

#### Kredit nélküli követelmények
A kredit nélküli követelményeket nulla kredites tantárgyként lehet nyilvántartani. A nulla kredites tárgyakat ugyanúgy hozzá lehet rendelni a megfelelő dobozokhoz, sőt lehetőség van nulla kredites doboz létrehozására is (pl. kredit nélküli követelmények címmel). A tematikában vagy cél megadásában lehet rögzíteni a kredit nélküli követelmény leírását. Ez a lehetőség magába foglalhatja pl. az alkalmassági vizsgákat, záróvizsgákat, testnevelést stb.